# Station Żary Kunice
Station Żary Kunice is een spoorwegstation in de Poolse plaats Żary.